# Diospyros inflata
Diospyros inflata är en tvåhjärtbladig växtart som beskrevs av Elmer Drew Merrill och Woon Young Chun. Diospyros inflata ingår i släktet Diospyros och familjen Ebenaceae. Inga underarter finns listade i Catalogue of Life.